# 南郷中継局
南郷中継局（なんごうちゅうけいきょく）は、福島県南会津郡南会津町に置かれているテレビ中継局。

## 概要
- 当中継局は、南会津郡南会津町宮床の北原山に置かれ、町北部の概ね国道289号沿線及び伊南川流域へ電波を発射している。
- なお、本項では2009年12月25日に開局した地上デジタルテレビ放送の中継局についても併せて記述する。

## 送信施設概要

### 地上デジタルテレビ放送
| 放送局名          | リモコンキーID | 物理チャンネル | 空中線電力 | ERP  | 放送対象地域 | 放送区域内世帯数 | 開局年月日     |
| ----------------- | -------------- | -------------- | ---------- | ---- | ------------ | ---------------- | -------------- |
| NHK福島総合テレビ | 1              | 15ch           | 1W         | 3.6W | 福島県       | 約500世帯        | 2009年12月25日 |
| NHK福島教育テレビ | 2              | 13ch           | 1W         | 3.6W | 全国         | 約500世帯        | 2009年12月25日 |
| FCT福島中央テレビ | 4              | 17ch           | 1W         | 3.6W | 福島県       | 約500世帯        | 2009年12月25日 |
| KFB福島放送       | 5              | 19ch           | 1W         | 3.6W | 福島県       | 約500世帯        | 2009年12月25日 |
| TUFテレビユー福島 | 6              | 23ch           | 1W         | 3.6W | 福島県       | 約500世帯        | 2009年12月25日 |
| FTV福島テレビ     | 8              | 21ch           | 1W         | 3.6W | 福島県       | 約500世帯        | 2009年12月25日 |

- 11月中旬から試験放送開始、12月24日本免許交付、12月25日本放送開始。

### 地上アナログテレビ放送
| 放送局名          | チャンネル | 空中線電力        | ERP               | 放送対象地域 | 放送区域内世帯数 | 備考                        |
| ----------------- | ---------- | ----------------- | ----------------- | ------------ | ---------------- | --------------------------- |
| KFB福島放送       | 38ch       | 映像10W /音声2.5W | 映像37W /音声9.2W | 福島県       | 不明             | 2012年3月31日で廃止された。 |
| FCT福島中央テレビ | 40ch       | 映像10W /音声2.5W | 映像37W /音声9.2W | 福島県       | 不明             | 2012年3月31日で廃止された。 |
| FTV福島テレビ     | 42ch       | 映像10W /音声2.5W | 映像36W /音声8.9W | 福島県       | 不明             | 2012年3月31日で廃止された。 |
| NHK福島総合テレビ | 44ch       | 映像10W /音声2.5W | 映像45W /音声11W  | 福島県       | 不明             | 2012年3月31日で廃止された。 |
| NHK福島教育テレビ | 46ch       | 映像10W /音声2.5W | 映像45W /音声11W  | 全国         | 不明             | 2012年3月31日で廃止された。 |
| TUFテレビユー福島 | 48ch       | 映像10W /音声2.5W | 映像37W /音声9.2W | 福島県       | 不明             | 2012年3月31日で廃止された。 |

- 当初、全国一斉の2011年7月24日をもって廃止される予定だったが、東日本大震災発生の影響から、廃止が、2012年3月31日まで延期された。